# Hamoud al-Hitar
Hamoud al-Hitar (né vers 1955) est un juge (cadi) yéménite.
Fin 2002, il est nommé président de la Commission de dialogue intellectuel par le président Ali Abdallah Saleh. Avec l'aide d'autres cadi, il débat régulièrement depuis décembre 2002 avec des prisonniers membres de l'organisation terroriste Al-Qaïda et détenus au Yémen. Ces débats d'ordre religieux ont abouti au renoncement de la violence terroriste pour 365 personnes ; elles ont été ensuite libérées par les autorités du Yémen qui les ont aidées à se réinsérer dans la société. Cependant, le Journal du dimanche rapporte en 2006 un témoignage d'un de ces repentis qui affirme que le juge al-Hitar s'assurait essentiellement que les prisonniers n'allaient pas continuer leurs actions depuis le territoire yéménite alors que ce pays était menacé d'une intervention des États-Unis.

## Sources
- James Brandon, « Koranic duels ease terror », article en anglais du Christian Science Monitor, 4 février 2005 ; site du CSM.

1. ↑  Karen Lajon, « Au Yémen, un juge face à Ben Laden », article paru dans Le Journal du dimanche, France, 12 février 2006.